# نرم‌افزار پترل

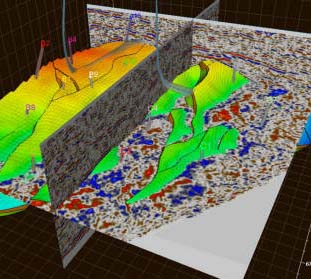
نرم افزار petrel

نرم افزار پترل (PETREL) که توسط شرکت شلمبرژر به دنیای صنعت نفت معرفی شده است در تمامی رشته‌های اکتشاف، بهره، مخزن، و حفاری وارد شده است. در ورژن جدید این نرم افزار امکانات جانبی جهت سهولت کار مهیا شده است. همچنین برای بالا بردن کار و دسترسی سریع به داده‌ها، ویژگی کار به صورت آنلاین در آن پیشبینی شده است که کاربر قادر است داده‌های خود را در سروری مرکزی وارد کرده، و بقیه کاربران مرتبط بر اساس طبقه بندی محدودیت دسترسی، آنرا بررسی کرده، تغییرات لازمه را اعمال، سپس بروز شدهٔ آنرا ذخیره نماید.
از ویژگی‌های این نرم افزار معرفی فرمت جدید برای داده‌های لرزه نگاری است. با توجه به بالا بودن محاسبات process داده‌های لرزه نگاری، معمولاً برای اینکار ابرکامپیوترهایی در نظر گرفته شده است. اما این فرمت جدید، مقدار درگیری ram و CPU کامپیوتر را کمتر در نتیجه کاربر قادر به استفاده از این نرم افزار حتی در کامپیوترهای شخصی است.